# Praephacorhabdotus
Praephacorhabdotus is een geslacht van kreeftachtigen uit de klasse van de Ostracoda (mosselkreeftjes).

## Soorten
- Praephacorhabdotus bonnemai (Triebel, 1940) Malz, 1982 †
- Praephacorhabdotus colini Rodriguez-lazaro, 1988 †
- Praephacorhabdotus erici Malz, 1982
- Praephacorhabdotus jirensis Andreu-bousset, 1991 †
- Praephacorhabdotus pokornyi (Hazel & Paulson, 1964) Hazel & Brouwers, 1982 †